# John Townshend
Lord John Townshend (19 gennaio 1757 – 23 febbraio 1833) è stato un politico inglese.

## Biografia
Era il figlio di George Townshend, I marchese Townshend, e della sua prima moglie, Charlotte Compton, XV baronessa Ferrers. Studiò a Eton e al St John's College.

## Carriera politica
Venne eletto alla Camera dei Comuni per l'Università di Cambridge (1780-1784). In seguito rappresentò Westminster (1788-1790) e Knaresborough (1793-1818). È stato ammesso al consiglio privato nel 1806 e servì sotto Lord Grenville come Joint of the Forces (1806-1807).

## Matrimonio
Sposò, il 10 aprile 1787, Georgiana Anne Poyntz (21 aprile 1763-4 maggio 1851), figlia di William Poyntz. Ebbero tre figli:
- Lady Elizabeth Frances (2 agosto 1789-10 aprile 1862), sposò Augustus Clifford, I Baronetto, ebbero tre figli;
- Charles Fox (28 giugno 1795-1817);
- John Townshend, IV marchese Townshend (28 marzo 1798-10 settembre 1863);

## Morte
Morì il 23 febbraio 1833, all'età di 76 anni.